# Sportwagen-Weltmeisterschaft 1971

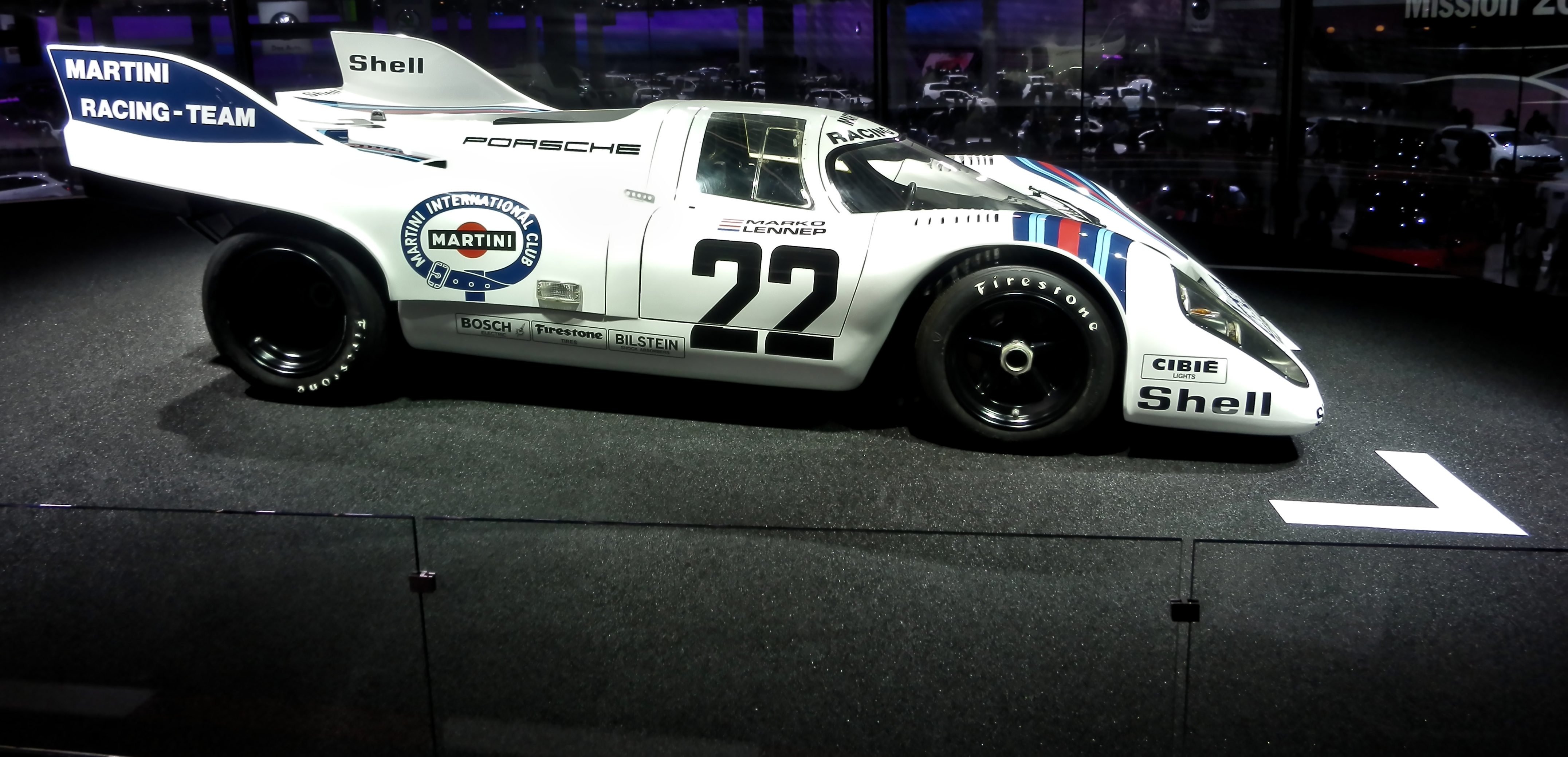
Porsche 917K, Siegerwagen von Helmut Marko und Gijs van Lennep beim 24-Stunden-Rennen von Le Mans 1971

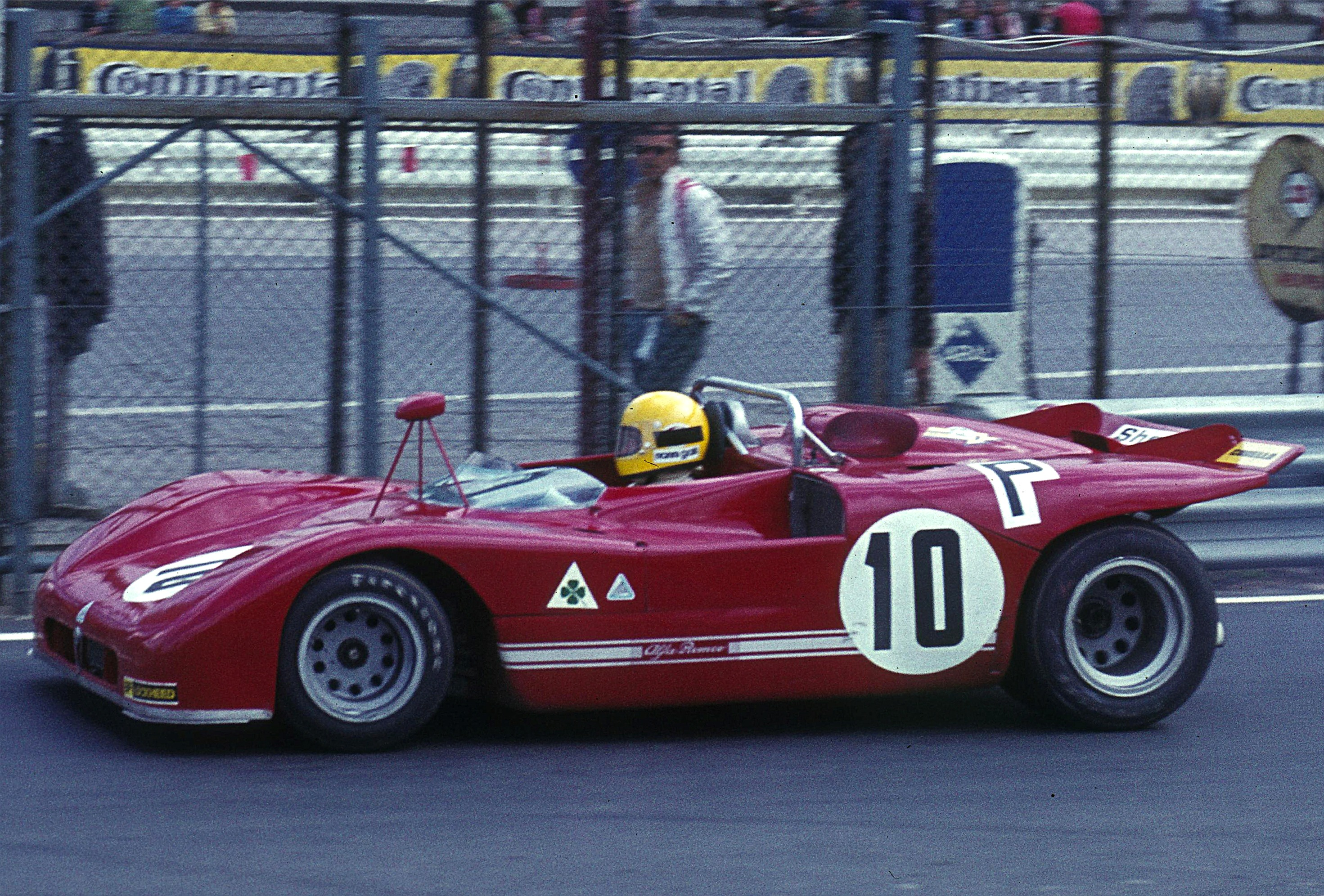
Nanni Galli im Alfa Romeo T33/3 beim 1000-km-Rennen auf dem Nürburgring 1971

Die Sportwagen-Weltmeisterschaft 1971 war die 19. Saison dieser Meisterschaft. Sie begann am 10. Januar und endete am 24. Juli 1971.

## Meisterschaft
Mit dem Ablauf der Saison 1971 endete das bisher geltende technische Reglement, das den Einsatz von Sportwagen mit Motoren bis 5 Liter Hubraum mittels Sonderregel ermöglichte. Damit kamen die Rennwagenmodelle Porsche 917, Ferrari 512S und Lola T70 an ihr Einsatzende. Während der Porsche 917 und der Ferrari 512S noch regelmäßig gefahren wurden, tauchten Lola T70 kaum mehr in den Meldelisten auf.
Die Zukunft im Sportwagensport gehörte den Prototypen mit 3-Liter-Agreggaten. Bei Ferrari wurde mit dem 312PB ein neuer 3-Liter-Prototyp entwickelt und von der Scuderia eingesetzt. Alfa Romeo entwickelte den Tipo 33 weiter und Matra setzte bei einigen Rennen den MS660 ein. 
Während Alfa Romeo drei Saisonsiege feiern konnte, blieb die Scuderia Ferrari 1971 sieglos. Mit acht Saisonsiegen sicherte sich Porsche zum dritten Mal in Folge den Marken-Weltmeistertitel.

## Rennkalender
| Nr. | Datum                   | Rennname / Rennstrecke                                                | Team                              | Gesamtsieger                      | Fahrzeug            | Meisterschaft |
| --- | ----------------------- | --------------------------------------------------------------------- | --------------------------------- | --------------------------------- | ------------------- | ------------- |
| 1   | 19. Januar              | 1000-km-Rennen von Buenos Aires (Autódromo Municipal de Buenos Aires) | J. W. Automotive                  | Jo Siffert Derek Bell             | Porsche 917K        | keine GT      |
| 2   | 31. Januar – 1. Februar | 24-Stunden-Rennen von Daytona (Daytona International Speedway)        | J. W. Automotive Engineering      | Pedro Rodríguez Jackie Oliver     | Porsche 917K        | Alle          |
| 3   | 20. März                | 12-Stunden-Rennen von Sebring (Sebring International Raceway)         | Martini & Rossi Racing            | Vic Elford Gérard Larrousse       | Porsche 917K        | Alle          |
| 4   | 4. April                | 1000-km-Rennen von Brands Hatch (Brands Hatch)                        | Autodelta S.p.A.                  | Andrea de Adamich Henri Pescarolo | Alfa Romeo T33/3-71 | Alle          |
| 5   | 25. April               | 1000-km-Rennen von Monza (Autodromo Nazionale Monza)                  | J. W. Automotive                  | Pedro Rodríguez Jackie Oliver     | Porsche 917K        | Alle          |
| 6   | 9. Mai                  | 1000-km-Rennen von Spa-Francorchamps (Circuit de Spa-Francorchamps)   | J. Wyer                           | Pedro Rodríguez Jackie Oliver     | Porsche 917K        | Alle          |
| 7   | 16. Mai                 | Targa Florio (Piccolo circuito delle Madonie)                         | Autodelta S.p.a.                  | Nino Vaccarella Toine Hezemans    | Alfa Romeo T33/3    | Alle          |
| 8   | 30. Mai                 | 1000-km-Rennen auf dem Nürburgring (Nürburgring)                      | International Martini Racing Team | Vic Elford Gérard Larrousse       | Porsche 908/03      | Alle          |
| 9   | 12. – 13. Juni          | 24-Stunden-Rennen von Le Mans (Circuit des 24 Heures)                 | Martini Racing Team               | Helmut Marko Gijs van Lennep      | Porsche 917K        | Alle          |
| 10  | 27. Juni                | 1000-km-Rennen von Zeltweg (Österreichring)                           | John Wyer Automotive              | Pedro Rodríguez Richard Attwood   | Porsche 917K        | Alle          |
| 11  | 24. Juli                | 6-Stunden-Rennen von Watkins Glen (Watkins Glen International)        | Autodelta S.p.A.                  | Andrea de Adamich Ronnie Peterson | Alfa Romeo T33/3    | Alle          |

## Meisterschaft der Konstrukteure

### Marken-Weltmeisterschaft
| Position | Konstrukteur | 1 | 2 | 3 | 4   | 5 | 6 | 7   | 8   | 9 | 10 | 11  | Gesamt |
| -------- | ------------ | - | - | - | --- | - | - | --- | --- | - | -- | --- | ------ |
| 1        | Porsche      | 9 | 9 | 9 | (4) | 9 | 9 | (3) | 9   | 9 | 9  | (6) | 72     |
| 2        | Alfa Romeo   | 4 |   | 6 | 9   | 4 | 4 | 9   | (3) |   | 6  | 9   | 51     |
| 3        | Ferrari      | 2 | 6 | 1 | 6   | 1 |   |     |     | 4 | 3  | 3   | 26     |
| 4        | Lola         |   |   |   |     |   | 1 | 4   |     |   |    |     | 5      |
| 5        | Chevrolet    |   | 3 |   |     |   |   |     |     |   |    | 2   | 5      |

### Internationaler Cup für GT-Fahrzeuge
| Position | Konstrukteur | 1 | 2   | 3 | 4 | 5 | 6 | 7 | 8 | 9 | 10 | 11  | Gesamt |
| -------- | ------------ | - | --- | - | - | - | - | - | - | - | -- | --- | ------ |
| 1        | Porsche      |   | (4) | 6 |   | 9 | 9 | 9 | 9 | 9 | 9  | (6) | 60     |
| 2        | Chevrolet    |   | 9   | 9 |   |   | 1 |   |   |   |    | 9   | 28     |
| 3        | Opel         |   |     |   |   |   |   | 3 |   |   |    |     | 3      |
| 4        | Alfa Romeo   |   |     |   |   |   |   | 1 |   |   |    |     | 1      |